# Randy Thom
Pour les articles homonymes, voir Thom.
David Randall "Randy" Thom est un ingénieur du son américain né en 1951 à Shreveport (Louisiane).

## Biographie
Randy Thom commence à travailler sur la radio du campus de l'Antioch College à Yellow Springs (Ohio). Plus tard, il déménage à Berkeley (Californie), où il est engagé en 1975 par la célèbre radio KPFA, pour laquelle il enregistre reportages et documentaires. C'est la découverte de Star Wars qui le pousse à se lancer dans le cinéma. Il a alors la chance de travailler avec Walter Murch sur Apocalypse Now.
Il est actuellement directeur chez Skywalker Sound.

## Filmographie (sélection)
- 1979 : Apocalypse Now de Francis Ford Coppola
- 1980 : Star Wars, épisode V : L'Empire contre-attaque (Star Wars: Episode V – The Empire Strikes Back) d'Irvin Kershner
- 1981 : Les Aventuriers de l'arche perdue (Raiders of the Lost Ark) de Steven Spielberg
- 1983 : L'Étoffe des héros (The Right Stuff) de Philip Kaufman
- 1983 : Rusty James (Rumble Fish) de Francis Ford Coppola
- 1983 : Un homme parmi les loups (Never Cry Wolf) de Carroll Ballard
- 1983 : Star Wars, épisode VI : Le Retour du Jedi (Star Wars: Episode VI – Return of the Jedi) de Richard Marquand
- 1984 : Star Trek 3 : À la recherche de Spock (Star Trek III: The Search for Spock) de Leonard Nimoy
- 1984 : Indiana Jones et le Temple maudit (Indiana Jones and the Temple of Doom) de Steven Spielberg
- 1987 : Jardins de pierre (Gardens of Stone) de Francis Ford Coppola
- 1988 : Tucker (Tucker: The Man and His Dream) de Francis Ford Coppola
- 1988 : Colors de Dennis Hopper
- 1989 : Always de Steven Spielberg
- 1990 : Sailor et Lula (Wild at Heart) de David Lynch
- 1991 : Backdraft de Ron Howard
- 1994 : Forrest Gump de Robert Zemeckis
- 1995 : Jumanji de Joe Johnston
- 1996 : Mars Attacks! de Tim Burton
- 1997 : Contact de Robert Zemeckis
- 1998 : Ma meilleure ennemie (Stepmom) de Chris Columbus
- 1999 : Arlington Road de Mark Pellington
- 2000 : Seul au monde (Cast Away) de Robert Zemeckis
- 2000 : Piège fatal (Reindeer Games) de John Frankenheimer
- 2002 : Harry Potter et la Chambre des secrets (Harry Potter and the Chamber of Secrets) de Chris Columbus
- 2002 : Windtalkers : Les Messagers du vent de John Woo
- 2004 : Les Indestructibles (The Incredibles) de Brad Bird
- 2004 : Le Pôle express (The Polar Express) de Robert Zemeckis
- 2004 : Shrek 2 d'Andrew Adamson, Kelly Asbury et Conrad Vernon
- 2005 : Harry Potter et la Coupe de feu (Harry Potter and the Goblet of Fire) de Mike Newell
- 2005 : La Guerre des mondes (War of the Worlds) de Steven Spielberg
- 2006 : L'Âge de glace 2 (Ice Age: The Meltdown) de Carlos Saldanha
- 2007 : Ratatouille de Brad Bird
- 2008 : Madagascar 2 (Madagascar: Escape 2 Africa) d'Eric Darnell et Tom McGrath
- 2009 : L'Âge de glace 3 (Ice Age 3: Dawn of the Dinosaurs) de Carlos Saldanha
- 2010 : Moi, moche et méchant (Despicable Me) de Chris Renaud et Pierre Coffin
- 2010 : Dragons ((How To Train Your Dragon) de Dean DeBlois et Chris Sanders
- 2010 : Percy Jackson : Le Voleur de foudre (Percy Jackson & the Olympians: The Lightning Thief) de Chris Columbus
- 2012 : L'Âge de glace 4 (Ice Age: Continental Drift) de Steve Martino et Michael Thurmeier
- 2012 : Le Lorax (Dr. Seuss' The Lorax) de Chris Renaud et Kyle Balda
- 2013 : Les Croods (The Croods) de Chris Sanders et Kirk DeMicco
- 2014 : Dragons 2 (How to Train Your Dragon 2) de Dean DeBlois
- 2015 : The Revenant d'Alejandro González Iñárritu
- 2015 : Snoopy et les Peanuts, le film (The Peanuts Movie) de Steve Martino
- 2019 : Le Chant du loup d'Antonin Baudry

## Distinctions

### Récompenses
- Oscars 1984 : Oscar du meilleur mixage de son pour L'Étoffe des héros
- Oscars 2005 : Oscar du meilleur montage de son pour Les Indestructibles
- BAFTA 2016 : BAFA du meilleur son pour The Revenant
- Cinema Audio Society Awards 2016 : Meilleur son pour The Revenant

### Nominations
| - Oscar du meilleur mixage de son - en 1984 pour Un homme parmi les loups - en 1984 pour Le Retour du Jedi - en 1992 pour Backdraft - en 1995 pour Forrest Gump - en 1998 pour Contact - en 2001 pour Seul au monde - en 2005 pour Les Indestructibles - en 2005 pour Le Pôle express - en 2008 pour Ratatouille - en 2016 pour The Revenant - Oscar du meilleur montage de son - en 1995 pour Forrest Gump - en 2005 pour Le Pôle express - en 2008 pour Ratatouille | - BAFA du meilleur son - en 1991 pour Sailor et Lula - en 2003 pour Harry Potter et la Chambre des secrets - Cinema Audio Society Award du Meilleur Son - en 1995 pour Forrest Gump - en 1996 pour Jumanji - en 1998 pour Contact - en 2001 pour Seul au monde - en 2013 pour Le Lorax - en 2014 pour Les Croods - en 2015 pour Dragons 2 - en 2016 pour Snoopy et les Peanuts, le film |